# 张鹤松
张鹤松（？—），男，中华人民共和国政治人物，曾任内蒙古自治区人民检察院检察长，内蒙古自治区人大常委会副主任。